# Galasy ZMesta
Galasy ZMesta (Wit-Russisch: Галасы ЗМеста, Stemmen van het Volk) is een Wit-Russische band.

## Biografie
Galasy ZMesta werd in 2011 opgericht, toen muzikanten van een band in de stad Baranavitsjy begonnen samen te werken met leden van het plaatselijke komediecollectief KVN. De naam van het collectief was gebaseerd op de legendarische Russische humoristische tv-show KVN. Aanvankelijk focuste de nieuw gevormde band voornamelijk op het parodiëren van liedjes, maar mettertijd begon de band eigen materiaal te schrijven.
De bandleden waren tegenstanders van de protesten in Wit-Rusland in 2020 en 2021 en spraken openlijk hun steun uit voor president Aleksandr Loekasjenko. De band werd intern geselecteerd om Wit-Rusland te vertegenwoordigen op het Eurovisiesongfestival 2021 in Rotterdam. Hun bijdrage, Ja nautsjoe tebja (Russisch voor Ik zal je (een lesje) leren), werd ook gezien als een manier voor de band (en het regime van Loekasjenko) om spot te drijven met de protestbeweging die als doel had de president van de macht te verdrijven. De EBU gaf gehoor aan de kritiek en gaf de Wit-Russische openbare omroep te kennen dat het nummer niet aan de criteria voor deelname aan het Eurovisiesongfestival voldeed. De Wit-Russische openbare omroep werd dan ook gevraagd om het nummer aan te passen of een nieuw nummer voor te dragen. Een nieuw voorstel werd eveneens niet conform de regels van het festival bevonden. Hierop werd Wit-Rusland gedwongen zich terug te trekken.